# Love Profusion
Love Profusion is een nummer van de Amerikaanse zangeres Madonna uit 2003. Het is de vierde en laatste single van haar negende studioalbum American Life.
"Love Profusion" is gewijd aan Madonna's toenmalige vriend Guy Ritchie. De tekst van het nummer gaat over Madonna's verwarring over de Amerikaanse cultuur. Het nummer werd in sommige landen tegelijkertijd met Nothing Fails op single uitgebracht, waaronder ook in Nederland. Samen met dit nummer haalde het de 20e positie in de Nederlandse Tipparade. 